# Lachen (Iffeldorf)
Die Lachen ist ein natürliches Stillgewässer in der oberbayerischen Gemeinde Iffeldorf. Sie ist – ebenso wie mehrere Toteislöcher in der näheren Umgebung – nicht an die Seenkette der Osterseen angeschlossen und von stärkerer Verlandung gekennzeichnet. Die Lachen steht als Naturdenkmal unter Naturschutz.